# Campeonato Mundial de Atletismo de 2009 - 1500 m feminino
A prova dos 1500 metros feminino do Campeonato Mundial de Atletismo de 2009 foi disputada nos dias 18 (eliminatórias), 21 (semifinais) e 23 de agosto (final), no Olympiastadion, em Berlim.

## Recordes
Antes desta competição, os recordes mundiais e do campeonato nesta prova eram os seguintes:
| Tipo                  | Atleta            | Tempo   | Local  | Data                   | Ref |
| --------------------- | ----------------- | ------- | ------ | ---------------------- | --- |
|                       | Qu Yunxia         | 3:50.46 | Pequim | 11 de setembro de 1993 | ver |
| Recorde do campeonato | Tatyana Tomashova | 3:58.52 | Paris  | 31 de agosto de 2003   | ver |

## Medalhistas
| Ouro                     | Prata                | Bronze                |
| Maryam Yusuf Jamal (BRN) | Lisa Dobriskey (GBR) | Shannon Rowbury (USA) |

## Resultados

### Eliminatórias
Estes são os resultados das eliminatórias. As 42 atletas inscritas foram divididas em três baterias, se classificando para as semifinais as seis melhores de cada bateria (Q) mais os seis melhores tempos no geral (q). As atletas Shannon Rowbury e Hind Déhiba Chahyd também avançaram por decisão dos árbitros.
| Bateria 1 | Bateria 1                  | Bateria 1   | Bateria 1       |
| Pos.      | Atleta                     | Tempo       | Notas           |
| --------- | -------------------------- | ----------- | --------------- |
| 1         | BRN Maryam Yusuf Jamal     | 4:08.76 (Q) |                 |
| 2         | ESP Nuria Fernández        | 4:08.79 (Q) |                 |
| 3         | ETH Meskerem Assefa        | 4:08.86 (Q) |                 |
| 4         | MAR Mariem Alaoui Selsouli | 4:08.86 (Q) |                 |
| 5         | UKR Iryna Lishchynska      | 4:08.95 (Q) |                 |
| 6         | LTU Irina Krakoviak        | 4:08.96 (Q) |                 |
| 7         | KEN Viola Jelagat Kibiwot  | 4:09.18 (q) |                 |
| 8         | POL Lidia Chojecka         | 4:09.38 (q) |                 |
| 9         | RUS Oksana Zbrozhek        | 4:09.84     |                 |
| 10        | GBR Charlene Thomas        | 4:09.91     |                 |
| 11        | USA Shannon Rowbury        | 4:10.30 (q) |                 |
| 12        | SRB Marina Muncan          | 4:15.18     |                 |
| 13        | MAD Eliane Saholinirina    | 4:16.63     |                 |
| 14        | CPV Eva Pereira            | 5:04.95     | Recorde pessoal |

| Bateria 2 | Bateria 2              | Bateria 2   | Bateria 2            |
| Pos.      | Atleta                 | Tempo       | Notas                |
| --------- | ---------------------- | ----------- | -------------------- |
| 1         | ETH Gelete Burka       | 4:07.75 (Q) |                      |
| 2         | ESP Natalia Rodríguez  | 4:07.84 (Q) |                      |
| 3         | GBR Lisa Dobriskey     | 4:07.90 (Q) |                      |
| 4         | RUS Natalya Evdokimova | 4:08.06 (Q) |                      |
| 5         | USA Anna Willard       | 4:08.13 (Q) |                      |
| 6         | MAR Btissam Lakhouad   | 4:08.21 (Q) |                      |
| 7         | BRN Mimi Belete        | 4:08.36 (q) |                      |
| 8         | NZL Nikki Hamblin      | 4:09.60 (q) |                      |
| 9         | FRA Hind Déhiba Chahyd | 4:11.41 (q) |                      |
| 10        | UKR Tamara Tverdostup  | 4:13.36     |                      |
| 11        | TUR Alemitu Bekele     | 4:13.69     | Recorde da temporada |
| 12        | NED Susan Kuijken      | 4:18.10     |                      |
| 13        | KEN Irene Jelagat      | 4:27.36     |                      |
| 14        | NCA Aldy Villalobos    | 4:50.55     | Recorde pessoal      |

| Bateria 3 | Bateria 3                 | Bateria 3   | Bateria 3        |
| Pos.      | Atleta                    | Tempo       | Notas            |
| --------- | ------------------------- | ----------- | ---------------- |
| 1         | RUS Anna Alminova         | 4:08.13 (Q) |                  |
| 2         | KEN Nancy Jebet Langat    | 4:08.16 (Q) |                  |
| 3         | ETH Kalkidan Gezahegne    | 4:08.23 (Q) |                  |
| 4         | USA Christin Wurth-Thomas | 4:08.23 (Q) |                  |
| 5         | POL Sylwia Ejdys          | 4:08.59 (Q) |                  |
| 6         | SLO Sonja Roman           | 4:08.65 (Q) |                  |
| 7         | UKR Anna Mishchenko       | 4:09.26 (q) |                  |
| 8         | ESP Iris Fuentes-Pila     | 4:09.71 (q) |                  |
| 9         | NED Adrienne Herzog       | 4:10.10     |                  |
| 10        | MAR Siham Hilali          | 4:10.57     |                  |
| 11        | IRL Deirdre Byrne         | 4:12.19     |                  |
| 12        | GBR Stephanie Twell       | 4:18.23     |                  |
| 13        | MNE Sladjana Pejovic      | 4:28.67     |                  |
| 14        | COD Francine Nzilampa     | 4:30.56     | Recorde nacional |

### Semifinais
Estes são os resultados das semifinais. As 26 atletas classificadas foram divididas em duas baterias, se classificando para a final as cinco melhores de cada bateria (Q), mais os dois melhores tempos no geral (q).
| Semifinal 1 | Semifinal 1               | Semifinal 1 | Semifinal 1          |
| Pos.        | Atleta                    | Tempo       | Notas                |
| ----------- | ------------------------- | ----------- | -------------------- |
| 1           | BRN Maryam Yusuf Jamal    | 4:03.64 (Q) |                      |
| 2           | ESP Natalia Rodríguez     | 4:03.73 (Q) | Recorde da temporada |
| 3           | GBR Lisa Dobriskey        | 4:03.84 (Q) |                      |
| 4           | USA Christin Wurth-Thomas | 4:04.16 (Q) |                      |
| 5           | ETH Kalkidan Gezahegne    | 4:04.75 (Q) |                      |
| 6           | RUS Natalya Evdokimova    | 4:04.93 (q) |                      |
| 7           | POL Lidia Chojecka        | 4:06.53 (q) |                      |
| 8           | KEN Viola Jelagat Kibiwot | 4:06.88     |                      |
| 9           | ESP Iris Fuentes-Pila     | 4:07.10     |                      |
| 10          | SLO Sonja Roman           | 4:07.10     |                      |
| 11          | MAR Btissam Lakhouad      | 4:08.72     |                      |
| 12          | UKR Anna Mishchenko       | 4:11.02     |                      |
| 13          | LTU Irina Krakoviak       | 4:12.54     |                      |

| Semifinal 2 | Semifinal 2                | Semifinal 2 | Semifinal 2 |
| Pos.        | Atleta                     | Tempo       | Notas       |
| ----------- | -------------------------- | ----------- | ----------- |
| 1           | ETH Gelete Burka           | 4:10.19 (Q) |             |
| 2           | MAR Mariem Alaoui Selsouli | 4:10.46 (Q) |             |
| 3           | USA Anna Willard           | 4:10.47 (Q) |             |
| 4           | USA Shannon Rowbury        | 4:10.51 (Q) |             |
| 5           | ESP Nuria Fernández        | 4:10.64 (Q) |             |
| 6           | NZL Nikki Hamblin          | 4:10.96     |             |
| 7           | KEN Nancy Jebet Langat     | 4:11.10     |             |
| 8           | FRA Hind Déhiba Chahyd     | 4:11.22     |             |
| 9           | POL Sylwia Ejdys           | 4:11.33     |             |
| 10          | RUS Anna Alminova          | 4:12.55     |             |
| 11          | BRN Mimi Belete            | 4:13.30     |             |
|             | UKR Iryna Lishchynska      | DNF         |             |
|             | ETH Meskerem Assefa        | DNS         |             |

### Final
Estes são os resultados da final:
| Pos.              | Atleta                     | Tempo   | Notas |
| ----------------- | -------------------------- | ------- | ----- |
| Medalha de ouro   | BRN Maryam Yusuf Jamal     | 4:03.74 |       |
| Medalha de prata  | GBR Lisa Dobriskey         | 4:03.75 |       |
| Medalha de bronze | USA Shannon Rowbury        | 4:04.18 |       |
| 4                 | ESP Nuria Fernández        | 4:04.91 |       |
| 5                 | USA Christin Wurth-Thomas  | 4:05.21 |       |
| 6                 | USA Anna Willard           | 4:06.19 |       |
| 7                 | POL Lidia Chojecka         | 4:07.17 |       |
| 8                 | RUS Natalya Evdokimova     | 4:07.71 |       |
| 9                 | ETH Kalkidan Gezahegne     | 4:08.81 |       |
| 10                | ETH Gelete Burka           | 4:11.21 |       |
|                   | ESP Natalia Rodríguez      | DSQ     |       |
|                   | MAR Mariem Alaoui Selsouli | DNS     |       |

Legenda
| Recorde mundial       | Recorde mundial (World record)               |                       | Recorde africano                      | Recorde africano (African) |                                           | Q | Classificado por posição (Qualified) |
| Recorde do campeonato | Recorde do campeonato (Championship record)  | Recorde da América    | Recorde da América (Americas)         | q                          | Classificado por melhor tempo (Qualified) |   |                                      |
| Melhor marca do ano   | Melhor marca do ano (World leading)          | Recorde asiático      | Recorde asiático (Asian)              | DNS                        | Não largou (Did not start)                |   |                                      |
| Recorde nacional      | Recorde nacional (National record)           | Recorde europeu       | Recorde europeu (European)            | DNF                        | Não terminou (Did not finish)             |   |                                      |
| Recorde pessoal       | Recorde pessoal do atleta (Personal best)    | Recorde da Oceania    | Recorde da Oceania (Oceania)          | DSQ / DQ                   | Desclassificado (Disqualified)            |   |                                      |
| Recorde da temporada  | Recorde da temporada do atleta (Season best) | Recorde sul-americano | Recorde sul-americano (South America) | NM                         | Sem marca (No mark)                       |   |                                      |